# Жалец
Жа́лец (словен. Žalec) — муниципалитет и город с одноименным названием региона Савиньска в Словении, является административным центром.
Муниципалитет занимает часть долины реки Савинья, окружён холмами и имеет площадь 117,1 км². Основное занятие жителей — выращивание хмеля
Население — 4919 жителей по данным переписи 2002 года. Высота над уровнем моря составляет 257 м.
В Жалеце живёт очень много евреев-сефардов, которые разговаривают на югославском диалекте языка ладино. Знаменитой еврейкой этого города является порноактриса Андрея Елен.